# Čestice (kraj południowoczeski)
Čestice – miejscowość i gmina (obec) w Czechach, w kraju południowoczeskim, w powiecie Strakonice. W 2022 roku liczyła 916 mieszkańców.